# NGC 663
NGC663（Caldwell 10、Melotte 11）は、カシオペヤ座の方角にある若い散開星団である。約400個の恒星からなり、視直径は約0.25°である。裸眼で観測されたとの報告があるが、詳しく観測するには望遠鏡が必要である。星団の最も明るい恒星は双眼鏡でも見ることができる。視等級は7.1とされているが、もっと明るいと評価する者もいる。
星間物質による赤方偏移を補正すると、距離係数は11.6と見積もられる。地球から約2100パーセク離れており、年齢は2000万から2500万歳と推定されている。これは、スペクトル型B2以上の恒星では、主系列星としての最終段階にさしかかっていることを意味する。星団は分子雲の前面に見えるが、両者は物理的な関係はないようである。分子雲は約300パーセク後方にあり、さらに後ろから来る光を遮っている。
この星団は、Be星を多く含むことから興味を持たれており、約24個が発見されている。これらはB型の恒星で、スペクトル中に水素の輝線を含むものである。この星団のほとんどのBe星のスペクトル型は、B0からB3までである。LS I +61° 235は約3年の周期を持つX線連星の伴星を持つBe星である。また、この星団には、少なくとも5個の青色はぐれ星が含まれている。これらは、2つの恒星の融合により形成された。また、周期0.6日と1.03日の2つの食連星の星系も含まれている。NGC663は、どちらも外縁部に2つの赤色超巨星も存在する。
NGC663は、散開星団M103、NGC 654、NGC 659、およびそれらの間に散在する超巨星等とともに、ペルセウス腕の中でアソシエーションカシオペヤ座OB8を形成していると考えられている。これらは、すべて同じような年齢と距離である。